# Софія Мабергс
Софія Маберґс (швед. Sofia Mabergs) — шведська керлінгістка, олімпійська чемпіонка, чемпіонка світу, призерка чемпіонатів Європи. 

## Кар'єра
Золоту олімпійську медаль та звання олімпійської чемпіонки Мабергс виборола на Пхьончханській олімпіаді 2018 року в складі шведської команди, в якій грала на позиції ліда (першої, заводної).
Чемпіонкою світу Мабергс стала на чемпіонаті серед змішаних пар 2014 року, що проводився в Копенгагені. Вона грала там зі своїм братом Патріком.